# Імміграція з колишньої Югославії до Швейцарії
Значна хвиля імміграції з колишньої Югославії до Швейцарії припала на 1990-ті та 2000-ні роки. Хоча помірна кількість громадян Югославії проживала в Швейцарії протягом 1980-х років, основна частина імміграції відбулася внаслідок югославських воєн і возз'єднання сімей тих, хто іммігрував у цей період.
Станом на 2009 рік у Швейцарії проживало близько півмільйона іммігрантів з колишньої Югославії, що відповідає приблизно 6,5% від загальної кількості населення Швейцарії. Близько половини цієї кількості - албанці, тоді як інша половина - південнослов'янського походження.
Вихідці з колишньої Югославії є найбільшою групою іммігрантів у Швейцарії, за ними йдуть італійці - близько 294 000. З етнічної точки зору албанці становлять другу за величиною групу іммігрантів.

## Демографія
Оскільки Федеральне статистичне управління Швейцарії веде облік національностей іноземних резидентів, їх етнічна приналежність не фіксується. У випадку з колишньою Югославією, де етнічний конфлікт був причиною війни та розпаду країни, наслідком стало  те, що в Швейцарії проживало кілька, іноді взаємно ворожих, етнічних груп, зареєстрованих під однією національністю.

### Історія
У 1920 році в Швейцарії проживало 1 235 громадян Королівства Югославія. Під час Другої світової війни ця кількість скоротилася до менш ніж 700. Після закінчення війни та утворення Демократичної Федеративної Югославії ця кількість повільно зростала, до 1 169 осіб у 1960 році. Протягом 1960-1970-х років імміграція почала помітно зростати з припливом трудових мігрантів: у 1970 році було зареєстровано 24 971 югославських громадян, а в 1980 році - 60 916. З розпадом Югославії імміграція різко зросла, і до 1990 року в Швейцарії було зареєстровано 172 777 югославів. Імміграція ще більше прискорилася під час югославських воєн. У 1995 році в Швейцарії проживало понад 330 000 іноземців з колишньої Югославії, частково все ще зареєстрованих з югославським громадянством, частково з громадянством держав-правонаступниць Югославії

Реєстрація під громадянством держав-правонаступниць Югославії почалася поступово після 1992 року, але проблема залишалася невирішеною до 2000 року. У 1998 році все ще налічувалося 198 131 іноземних резидентів, зареєстрованих як "югослави". Ця кількість скоротилася до 5 507 до 2000 року і до нуля до 2001 року [джерело не вказано].

Ця ж проблема повторилася в менших масштабах з відокремленням Чорногорії від держави Сербія  та Косово від Сербії у 2006 та 2008 роках . Статистичні дані за 2011 рік фіксують збільшення на 8 922 особи кількості громадян Косово і водночас зменшення на 10 386 осіб кількості громадян Сербії. Це відображає не реальний рух населення, а реєстрацію громадянами Косова албанців, які раніше були зареєстровані як громадяни Сербії

### Поточна демографічна ситуація
Станом на 2009 рік громадяни держав-правонаступниць Югославії зареєстровані наступним чином:

Сербія і Чорногорія: 187 554 (включаючи також тих, хто має новіші сербські, чорногорські або косовські паспорти)
Північна Македонія: 60 293
Боснія і Герцеговина: 37 397
Хорватія: 35 259
Словенія: 2 501
До 1995 року в Швейцарії проживало 40 000 громадян Македонії. До 2002 року ця кількість зросла до 61 000. Це збільшення не обов'язково відображає імміграцію, а скоріше перереєстрацію колишніх югославських громадян як громадян Македонії. 

З тих пір, як Косово почало видавати паспорти в 2009 році, все більша кількість албанців у Швейцарії з тих пір зареєстрована як громадяни Косово.

Кількість іноземних жителів з колишньої Югославії, натуралізованих як громадяни Швейцарії у 2009 році, становила 14 780 (Сербія, Чорногорія та Косово: 8 879; Боснія і Герцеговина: 2 408; Північна Македонія: 1 831; Хорватія: 1 599; Словенія: 63). Це відповідає третині від загальної кількості натуралізацій протягом цього року[джерело не вказано].

У 2010 році із загальної кількості 40 403 натуралізацій 13 440 припадало на громадян держав-правонаступниць Югославії, що знову ж таки відповідає третині загальної кількості (Сербія: 6 843, Боснія і Герцеговина: 1 924; Косово 1 609; Північна Македонія: 1 585; Хорватія: 1 479)[необхідне посилання].

## Етнічні групи
З точки зору етнічної приналежності, ці групи населення складаються переважно з албанців, боснійців, сербів, хорватів та етнічних македонців. Чисельність кожної групи невідома і піддається лише приблизним оцінкам. Індикатором етнічної приналежності можуть слугувати дані про мови, якими розмовляють у Швейцарії. На жаль, останні дані про це були зібрані під час перепису населення 2000 року. На той час налічувалося 103 000 носіїв сербохорватської мови, 95 000 носіїв албанської мови та 61 300 носіїв македонської мови.

Оцінки фактичного етнічного складу колишніх югославських іммігрантів у Швейцарії здебільшого залишаються за етнічними культурними організаціями. Кількість словенців у Швейцарії набагато менша, вона знаходиться в межах чотиризначного діапазону.
Албанці в Швейцарії складаються в основному з Косовських албанців і Албанці з Північної Македонії і менша кількість Албанців з Сербії та Албанії.

## Культурні організації
Македонці в Швейцарії організовані через багато асоціацій та клубів. Перша така асоціація була створена в 1988 році, а до 1991 року існувало п'ять македонських клубів, які зараз є частиною однієї єдиної організації під назвою Македонська дружба (ZMD), яка була створена в 1992 році. Основною метою цієї організації було заохочення та поширення македонських ідеалів, культури, мови та традицій. 

## Прийом
Імідж груп з колишньої Югославії в швейцарському суспільстві дуже поганий. В опитуванні, проведеному в Цюріху в 2011 році, "колишні югослави" виявилися найменш популярною групою іммігрантів, за ними йдуть турки, араби та німці.  Албанці були виділені за їх особливо поганий імідж.  Як найчисленніша група, вони, як правило, є найбільш помітними, крім фактора упередженого ставлення до ісламу та передбачуваного зв'язку між імміграцією та злочинністю. За статистикою 2010 року, молоді чоловіки з колишньої Сербії та Чорногорії (що значною мірою відповідає косовським албанцям у Швейцарії) мали рівень злочинності 310% від рівня злочинності серед молодих чоловіків у Швейцарії, тоді як у Хорватії, Боснії та Герцеговині та Македонії рівень злочинності становив 230%-240% від швейцарського значення. [потрібне джерело] Зазначалося, що рівень злочинності не може бути єдиною причиною поганого іміджу групи, оскільки рівень злочинності шрі-ланкійців у Швейцарії все ще був вищим - 470%, тоді як ця група має набагато кращу репутацію. 

## Видатні люди
```
Історичні
```

Іммігранти з історичної Республіки Югославія до її розпаду (1943-1990) та її держав-попередниць (до 1918 року частина Австро-Угорщини):
Мілева Маріч (1875-1948) - етнічний сербський фізик, відома як дружина Альберта Ейнштейна, яка більшу частину свого життя провела в Цюріху.
Леопольд Ружичка (1887-1976), швейцарсько-хорватський хімік, лауреат Нобелівської премії
Володимир Прелог (1906-1998) - хімік і Нобелівський лауреат хорватського походження, натуралізований як громадянин Швейцарії в 1959 році.
```
Спорт
```

Сучасні швейцарські знаменитості колишнього югославського походження відомі здебільшого у спорті, особливо у футболі. Приклади включають:

Боснійський: Славіша Дугіч (боснійський серб), Дамір Джомбіч, Маріо Гавранович (боснійський хорват), Ізет Хайрович, Сельвер Ходжич, Ельдін Якупович, Володимир Петкович (боснійський хорват), Веро Салатич, Харіс Сеферович, Мустафа Сейменович;
хорватські: Йосип Дрмич, Горан Івеля, Міхаел Ковачевич, Міят Марич, Олівер Марич, Іван Ракітич, Борис Смілянич, Даніель Суботич, Крешимир Станич, Петар Пушич;
косовські албанці: Альмен Абді, Амір Абраші, Валон Бехрамі, Альберт Бунджаку, Берат Джимсіті, Бег Фераті, Шкельзен Гаші, Бурім Кукелі, Ермір Леньяні, Сокол Малікі, Мілайм Рама, Ріят Шала, Шердан Шакірі, Шані Тарашай, Фредерік Веселі, Граніт Хака, Таулант Хака, Флоран Хадерджонай, Арлінд Аджеті, Албіан Аджеті, Адоніс Аджеті;
Північна Македонія: Насер Аліджі (північномакедонський албанець), Блерим Джемайлі (північномакедонський албанець), Пайтім Касами (північномакедонський албанець), Адмір Мехмеді (північномакедонський албанець), Александар Мітрескі, Александар Вельяновскі;
чорногорець: Ельсад Зверотич (чорногорські боснійці);
сербський: Фідан Аліті (сербський албанець), Ненад Бегович, Нікослав Бегович, Флоріана Ісмаїлі (сербська албанка), Бора Мілутінович, Марко Пантеліч, Драган Джукич, Васіле Янічич, Горан Каранович, Здравко Кузманович, Бобан Максимович, Срджан Максимович, Мілош Маленович, Александар Прійович, Ненад Савич, Філіп Сендерос (іспано-сербський), Ален Стеванович Джелбрім Тайпі (сербський албанець), Мілош Велькович.
Меншою мірою група представлена в інших видах спорту, наприклад Горан Безина (хокей); Петар Майсторович, Хавіт Байрамі та Азем Максутай (кікбоксинг); Нурі Сефері (бокс).
```
поп-культура
```

Швейцарський співак Патрік Нуо має змішане албанське та швейцарське походження. Нуо створив 3 альбоми (один з Warner Music Group).  [ненадійне джерело?] Едіта Абдієскі - швейцарська співачка і автор пісень албанського походження (народилася в Швейцарії в 1984 році в сім'ї батька-албанця з Північної Македонії і матері-албанкині з Чорногорії), відома як переможниця дебютної серії німецького шоу X Factor.
```
Політики та бізнесмени
```

Ненад Стоянович, сербсько-швейцарський журналіст, член Великої ради Тічино
Беджет Паколлі  (косовський албанський мільярдер і колишній президент Косова)
Станко Суботич, який заробив гроші в Сербії і Чорногорії в каламутні часи розпаду Югославії, живе в Женеві.
Даніель Адам Беадіні, президент партії "Новий інтернаціонал
```
Відомі злочинці
```

Светислав Данилович (народився в 1956 році в Тітограді) протягом декількох років був відомий як найнебезпечніший злочинець Швейцарії. Він іммігрував на початку 1980-х років, і після відбуття тюремного ув'язнення за крадіжки і квартирні крадіжки в 1983 і 1984 роках був засуджений до нового терміну в 1987 році, але втік до Югославії, де був ув'язнений. У 1989 році він втік з югославської в'язниці і повернувся до Швейцарії, щоб викрасти швейцарського промисловця Карла Зюнда. Він був заарештований після невдалої операції з викупу, але знову втік з в'язниці в серпні 1993 року. Тепер Данилович мав план викрадення найбагатших швейцарських бізнесменів, починаючи з Мартіна Ебнера. Після трьох невдалих спроб викрадення він був знову заарештований у грудні 1993 року. Повідомляється, що наступним він планував викрасти Крістофа Блохера. Данилович був звільнений з в'язниці у 2008 році. Потім він здійснив серію збройних пограбувань багатих резиденцій у Нижній Австрії. Він був заарештований в Австрії в березні 2010 року.
Башким Беріша був відомий як тайський боксер і як головний герой документального фільму про насильницьку злочинність серед неповнолітніх,  і став відомий як "вбивця на парковці" (Parkplatzmörder) після вбивства македонського албанця через суперечку про місце для паркування в 2005 році. У 2009 році він був засуджений до 14 років позбавлення волі за добровільне вбивство з необережності. 
Іншим гучним випадком ненавмисного вбивства була справа Деда Гечая, який застрелив вчителя своєї дочки в 1999 році (якому дівчинка довірилася про сексуальне насильство з боку свого батька), і який наклав на себе руки у в'язниці в 2010 році після екстрадиції з Косово до Швейцарії.  

### Список використаних джерел
1. ↑  Wachstumserwartungen von neuen Unternehmern nach Geschlecht, 2012-16. dx.doi.org. Процитовано 5 грудня 2022.
2. ↑  Herbert, Ulrich (2021). 3. Woher kam der Judenhass?. Wer waren die Nationalsozialisten?. Verlag C.H.BECK oHG. с. 57—81.
3. ↑  Snyder, C. R. (1993-02). On Raising Our Estimate of the Human Coping Machine. Contemporary Psychology: A Journal of Reviews. Т. 38, № 2. с. 195—196. doi:10.1037/033065. ISSN 0010-7549. Процитовано 5 грудня 2022.
4. ↑  Wang, Zhong Ming; Zhou, Yong Zheng (2011-10). Calibration of Pressure Sensor in Automobiles Based on ZMD Chip. Applied Mechanics and Materials. Т. 128—129. с. 544—547. doi:10.4028/www.scientific.net/amm.128-129.544. ISSN 1662-7482. Процитовано 5 грудня 2022.
5. ↑  Helbling, Marc (2011-02). WHY SWISS-GERMANS DISLIKE GERMANS: Opposition to culturally similar and highly skilled immigrants. European Societies (англ.). Т. 13, № 1. с. 5—27. doi:10.1080/14616696.2010.533784. ISSN 1461-6696. Процитовано 5 грудня 2022.
6. ↑  Neue Statistik: Tamilen sind krimineller als Ex-Jugoslawen. {{cite web}}: Пропущений або порожній |title= (довідка); Пропущений або порожній |url= (довідка)
7. ↑  "Patrick Nuo Lounge". Nuo Foren City. Archived from the original on 5 January 2006. {{cite web}}: Пропущений або порожній |title= (довідка); Пропущений або порожній |url= (довідка)
8. ↑  "News". Archived from the original on 4 June 2007. {{cite web}}: Пропущений або порожній |title= (довідка); Пропущений або порожній |url= (довідка)
9. ↑  "Institute for War and Peace Reporting". Institute for War and Peace Reporting. Retrieved 19 April 2018. {{cite web}}: Пропущений або порожній |title= (довідка); Пропущений або порожній |url= (довідка)
10. ↑  Showdown im Ried, NZZ Folio 05/96. Blick, 25 March 2010. {{cite web}}: Пропущений або порожній |title= (довідка); Пропущений або порожній |url= (довідка)
11. ↑  Bath, Matthias (2020). Schlag auf Schlag. Danebrog gegen Hakenkreuz. Wachholtz Verlag. с. 156—294.
12. ↑  "14 Jahre Freiheitsstrafe für Bashkim Berisha" [14-year prison sentence for Bashkim Berisha]. Neue Zürcher Zeitung (in German). 20 August 2009. Archived from the original on 14 February 2012. {{cite web}}: Пропущений або порожній |title= (довідка); Пропущений або порожній |url= (довідка)
13. ↑  Tod des Dichters. Novellen, Band 3. De Gruyter. 31 грудня 1853. с. 189—484.
14. ↑  Sharani, Barbara Burri; Efionayi-Mäder, Denise; Hammer, Stephan; Pecoraro, Marco; Soland, Bernhard; Tsaka, Astrit; Wyssmüller, Chantal (August 2010). "Die kosovarische Bevölkerung in der Schweiz" [The conservative population in Switzerland] (PDF) (in German). Bern: Federal Office for Migration. Archived from the original (PDF) on 6 July 2011. {{cite web}}: Пропущений або порожній |title= (довідка); Пропущений або порожній |url= (довідка)